# Pedagogia sistèmica
La pedagogia sistèmica neix amb una vocació innovadora que implica canvis profunds en la nostra forma de pensar sobre l'educació i en les nostres actituds envers aquells que intervenen en aquest acte: famílies, alumes, docents, etc. Aquesta visió pedagògica es basa en l'organització, visualització i comprensió d'un tot; és a dir, família, costums, valors, escola i comunitat, per tal de crear unes condicions idònies i que l'escola esdevingui un espai orientat cap a l'aprenentatge de la vida i perquè les noves generacions facin ús del què els han transmès els seus progenitors.
Aquest tipus de pedagogia va ser estudiada i impulsada per Bert Hellinger. Nascut el 1925, va estudiar filosofia, teologia i pedagogia. Durant 16 anys va treballar com a membre d'una ordre missionera catòlica amb els Zulu a Sud-àfrica. Més tard es va fer psicoanalista i a través de la Dinàmica de Grups, la Teràpia Primal, l'Anàlisi Transaccional i diversos mètodes de Hipnoterápia va arribar a desenvolupar la seva pròpia forma de realitzar les Constel·lacions Familiars. Aquest mètode és avui dia respectat i reconegut a tot el món i és aplicat en diferents camps.

## Inicis de la pedagogia sistèmica
L'any 2001, Hellinger va realitzar les primeres intervencions sistèmiques en el camp educatiu, aplicant el mètode de Constel·lacions Familiars per identificar problemàtiques profundes en el pla familiar que afecten el procés d'ensenyament-aprenentatge dels estudiants.
A partir d'aquestes intervencions es va poder observar que aquestes aplicacions tenien un impacte positiu en tots els sistemes humans i diferents mestres com Marianne Franke i Angélica Olvera han apostat fermament per traslladar les teories de Hellinger a l'àmbit educatiu.
A Espanya va ser Amparo Pastor la pionera en introduir aquesta pedagogia en les aules l'any 2003 – 2004, des de llavors s'ha expandit molt ràpidament i avui en dia molts mestres s'han format per aplicar aquesta pràctica de pedagogia sistèmica en els diferents nivells educatius.
L'octubre de 2006 va tenir lloc a Sevilla el II congrés de Pedagogia Sistèmica organitzat pel centre Aula Montena i al qual van assistir 700 persones de diferents països.

## Les aportacions de Bert Hellinger
L'origen de la pedagogia sistèmica es troba a principis dels anys vuitanta en una investigació duta a terme pel psicoterapeuta alemany Bert Hellinger, que va desenvolupar un mètode molt innovador sobre "constel·lacions familiars" que es basa en l'observació d'unes lleis que intervenen en els sistemes humans (família, grups socials, institucions, etc.) I que ell va anomenar "ordenes de amor" (Hellinger, 2001).
Aquests "ordres d'amor" que ha observat Hellinger tracten de reduir els desordres dels sistemes amb la finalitat de restablir l'equilibri i que cada persona trobi el lloc que li permeti desenvolupar el seu destí, és a dir, són les condicions perquè les relacions i la vida flueixin. Aquests es divideixen en les següents lleis:
- La primera llei de l'ordre és la permanència, en el qual, tots per naixement pertanyem a una família on hi ha una ànima comuna per a tots els membres del sistema familiar. El no reconeixement d'un membre (exclusió, menyspreu o rebuig) té unes conseqüències sistèmiques i un membre d'una generació posterior es veurà afectat per aquest fet.
- La segona llei parla de l'equilibri entre donar i rebre, és a dir, totes les relacions han de tenir un equilibri sa entre iguals, excepte en el cas de la relació de pares i fills. Hem sobreviscut perquè els nostres pares ens van donar molt i aquest és el desequilibri natural perquè la vida flueixi. Els pares donen i els fills reben.
- La tercera llei fa referència al fet que hi ha regles, lleis i jerarquies segons el temps. Qui ha estat abans té prioritat sobre qui ve després; qui té més responsabilitat en un sistema, té un lloc prioritari. Així, els pares ocupen el primer lloc, seguits dels fils, per ordre d'edat, i el mateix succeeix entre germans. Segons Bert Hellinger el que ajuda a assolir la felicitat, és que cadascú estigui en el lloc que li correspon.
Aquest mètode es desenvolupa sota una metodologia fenomenològica que permet accedir a la informació inconscient d'un determinat sistema i poder detectar on es troben els desordres i transgressions, per tant afavoreix a la trobada que ordenen els sistemes. No obstant això, en cap cas, aquesta pedagogia pretén un abordatge terapèutic de l'educació.

## La mirada sistèmica
Aquest nou paradigma pedagògic introdueix una mirada acord amb una de les perspectives més actuals del món en què vivim: la mirada sistèmica, que comporta entendre els col·lectius i grups humans, així com les institucions, no només com la suma simple de membres que pertanyen a ells, sinó com a sistemes complexos que funcionen segons unes dinàmiques que segueixen certs patrons.
La pedagogia sistèmica vol ampliar la mirada a les dimensions que enfoquen en la nostra vida:
·  Dimensió transgeneracional: és el vincle entre les generacions anteriors, és a dir, informació d'on provenim, les nostres arrels i la cultura.
·  Dimensió intergeneracional: és el vincle entre pares i fills. Des del punt de vista emocional, són els sentiments de seguretat i confiança i sentir que es té el suport dels seus familiars més propers. Des del punt de vista educatiu, es refereix a les relacions entre mestres i alumnes.
·  Dimensió intrageneracional: Són els llaços i la lleialtat en relació amb la mateixa generació i el context històric.
·  Dimensió intrapsíquica: és l'individu com un sistema físic, emocional, mental i espiritual.
L'aplicació de les aportacions de la mirada sistèmica al marc educatiu possibilita, als docents i als diferents professionals, mirar la realitat de la vida dels infants i joves com un tot vinculat als seus sistemes familiars, socials, culturals i històrics, i com això influeix i es troba a la base dels processos d'ensenyament-aprenentatge i del seu desenvolupament personal.
Per tant, en el dia a dia a l'aula es donen totes aquestes relacions alhora: cada docent pertany a una generació i actua en funció del que s'ha viscut; els alumnes pertanyen a la generació contemporània i responen a unes demandes diferents en funció del context actual. Però al seu torn, tots ells pertanyen a una xarxa familiar específica que també té les seves pròpies normes i creences.
En resum, la finalitat essencial és trobar un ordre natural, identificar els desordres i ocupar el lloc que ens correspon, ja sigui com pares, mares, docents o alumnes, i això significa acceptar els nostres límits i no fer-nos càrrec d'allò que no ens correspon.